# Рувензорський Колобус (Colobus angolensis ruwenzorii)
Рувензорський Колобус (Colobus angolensis ruwenzorii), також відомий як чорно-білий колобус Рувензорі, є підвидом ангольського колобуса. Цей примат поширений від гір Рувензорі до північного берега озера Танганьїка.

## Опис
Рувензорський колобус має чорне хутро на плечах від 23 до 33 см завдовжки. Його хвіст також чорного кольору і сірувато-білий на кінчику. Має білі пухнасті пучки на щоках. Біла шерсть на лобі утворює гребінь.

## Поширення і середовище проживання
Рувензорський колобус зустрічається на озері Набугабо та Національному парку гір Рувензорі в Уганді. Також населяє ліси Національного парку Ньюнгве в Руанді, де утворює величезні зграї до 400 особин. Існують свідчення про можливе існування в Танзанії.

## Екологія та поведінка
Рувензорський колобус живе на деревах і є гарним акробатом. Його раціон приблизно на дві третини складається з листя та на одну третину з плодів і насіння.